# Laurentius Schrijnen
Laurentius Josephus Antonius Hubertus Schrijnen (Venlo, Países Baixos, 30 de julho de 1861 – Roermond, 26 de março de 1932) foi o décimo oitavo bispo da Diocese de Roermond (1914–1932) e o quarto bispo após a restauração da hierarquia episcopal na diocese.

## Biografia

### Juventude e educação
Laurentius nasceu filho de um farmacêutico, Adriaan Martinus Hendrik Hubert Schrijnen e Maria Anna Scholastica Hubertina Canoy. Ambas as famílias já tinham sido berço de vários padres.
Ele era o irmão mais velho de Jos. Schrijnen, o primeiro reitor da Universidade Radboud de Nimega. Ele frequentou o ensino fundamental em regime de internato internato em Rolduc e depois estudou no seminário em Roermond.

### Carreira na Igreja
Laurentius Schrijnen foi ordenado sacerdote em Roermond em 21 de março de 1885. Tornou-se professor e, a partir de 1897, diretor do Colégio Episcopal em Roermond. De 1909 até sua nomeação como bispo em 1914, foi diretor do seminário menor de Rolduc . Ele aboliu o francês como língua de instrução, melhorou as instalações educacionais e reforçou as regras de ordem e disciplina.
Em 28 de março de 1914, Papa Pio X o nomeou Bispo de Roermond. Em 13 de maio do mesmo ano, Schrijnen foi consagrado bispo. Seu lema era: Mane nobiscum Domine ("Fica conosco, Senhor"). Ele estava comprometido em preservar a fé católica em Limburg. Durante seu episcopado, cinquenta novas paróquias e reitorias foram estabelecidas em Limburg. Ele proibiu os católicos de participarem de organizações socialistas ou anarquistas e promoveu a filiação em associações católicas romanas.
No começo da década de 1930, a saúde do bispo deteriorou-se rapidamente, levando à sua morte na manhã do sábado de Páscoa em 26 de março de 1932, aos 70 anos.

## Legado
Em 1930, a Fundação Monseigneur Laurentius Schrijnenhuis foi criada para promover a formação religiosa de mulheres e meninas em Limburgo. Para esse fim, um grande edifício moderno projetado pelo arquiteto Frits Peutz foi construído em 1933. Durante décadas, retiros para meninas e mulheres foram organizados nesta casa de retiro construída especialmente para esse fim. Mais tarde, foram organizados fins de semana de treinamento para profissionais de saúde e educação e, mais tarde, cursos de treinamento foram organizados para vários grupos de mulheres.
Em Heerlen, Venlo, Maastricht e Roermond, ruas levam seu nome.